# Tan Qiang
Tan Qiang (en chino: 谭强; 16 de septiembre de 1998) es un deportista chino que compite en bádminton. Ganó una medalla de plata en el Campeonato Mundial de Bádminton de 2021, en la prueba de dobles.

## Palmarés internacional
| Campeonato Mundial | Campeonato Mundial | Campeonato Mundial | Campeonato Mundial |
| Año                | Lugar              | Medalla            | Prueba             |
| ------------------ | ------------------ | ------------------ | ------------------ |
| 2021               | Huelva (España)    | Medalla de plata   | Dobles             |